# Maidan (Kolkata)

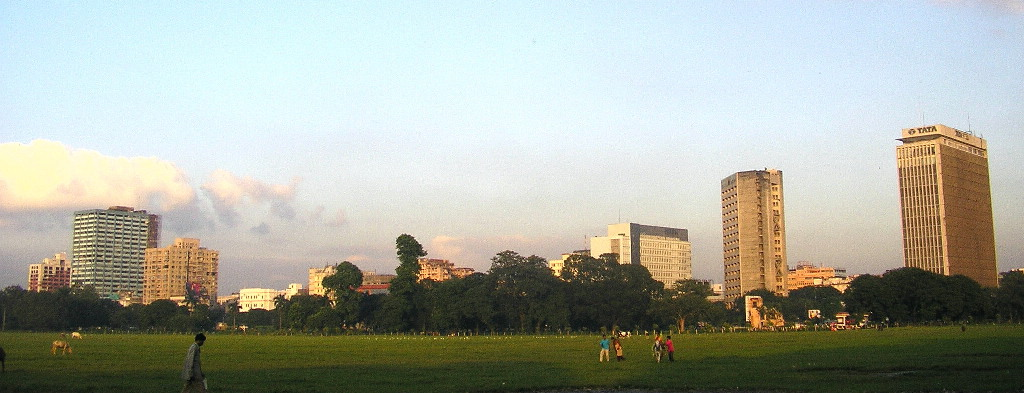
Horitzó de Kolkata des de Maidan

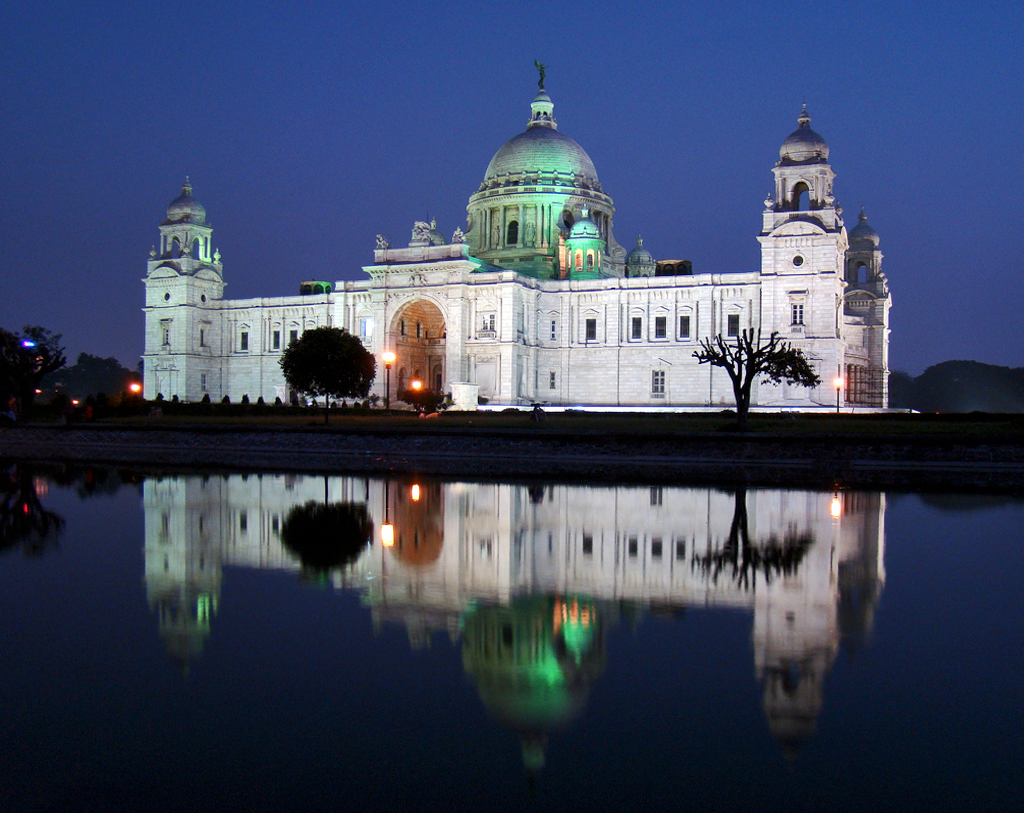
Una vista de la façana del Victoria Memorial al capvespre.

El Maidan (literalment camp obert), també coneguda com a Brigade Parade Ground és el parc urbà més gran de Kolkata a l'estat de Bengala Occidental de l'Índia. Es tracta d'una vasta extensió de camp i la llar de nombrosos camps de joc, incloent el famós lloc de cricket Jardins de l'Edén.